# Daniele Conti
Daniele Conti (* 9. Januar 1979 in Nettuno) ist ein ehemaliger italienischer Fußballspieler, der vorwiegend im Mittelfeld spielte.

## Karriere
Conti begann seine Karriere bei der AS Rom, wo er erstmals in verschiedenen Jugendmannschaften zum Einsatz kam. In der Saison 1996/97 wurde Conti erstmals im Profiteam eingesetzt. Nach drei Jahren bei der Roma, wo er nur fünf Mal zum Einsatz kam, wechselte er zu Cagliari Calcio. Für Cagliari war er 16 Jahre lang aktiv und avancierte dort nach Einsätzen zum Rekordspieler des Klubs.
Er wurde in den Jahren 1999 und 2000 insgesamt vier Mal in die italienische U-21-Nationalmannschaft berufen und kam am 16. August 2000 im Länderspiel gegen Mexiko zu seinem einzigen Einsatz für die Azzurrini.

## Familie
Conti ist der Sohn des früheren Roma-Spielers Bruno Conti. Sein älterer Bruder Andrea ist ebenfalls Fußballprofi und spielt derzeit beim AC Bellinzona in der Schweiz.